# Eugénie Doche
Pour les articles homonymes, voir Doche.
Eugénie Doche, née Marie-Charlotte-Eugénie de Plunkett à Bruxelles le 19 novembre 1821 et morte à Paris 16e le 12 juillet 1900, est une comédienne belge.

## Biographie
Issue d'une famille noble d'origine irlandaise, elle débute à Versailles en 1837 puis passe au Vaudeville où elle apparaît sous le nom d'Eugénie Fleury dans Renaudin de Caen. Après la destruction du théâtre par un incendie, elle entame une tournée en province puis réintègre la nouvelle salle du Vaudeville, dont elle épouse le chef d'orchestre, Alexandre Pierre Joseph Doche, en janvier 1839.

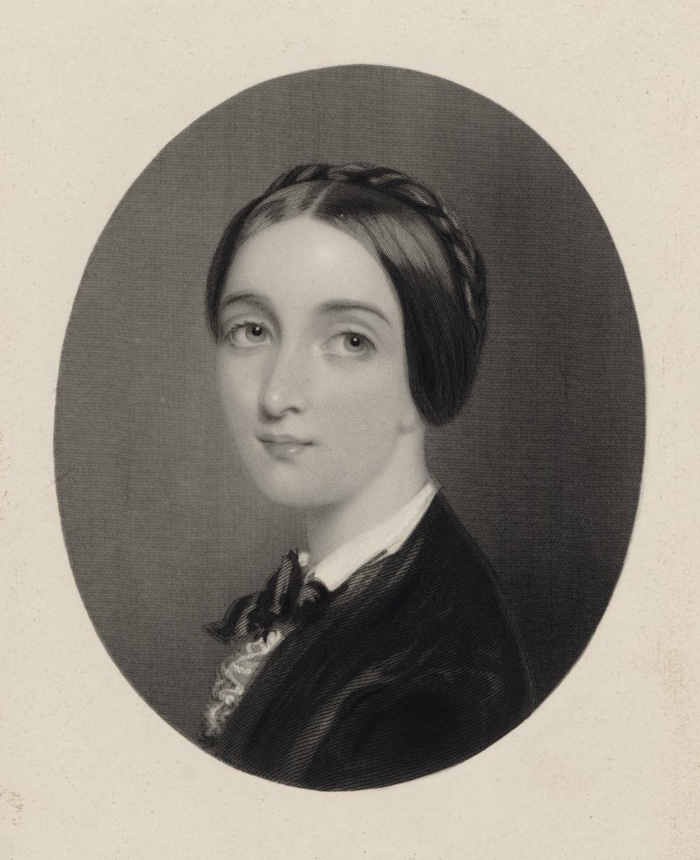
Portrait (1850)

Sa beauté constituant - selon ses contemporains - son seul talent, elle se forge rapidement une réputation de « lionne » et se sépare de son mari en 1842, alors qu'il effectue une tournée en Russie. Après un bref passage au Gymnase en 1843, elle retrouve le Vaudeville où ses rôles commencent à s'étoffer. À la fermeture annuelle du théâtre en 1848, elle entame une longue tournée en Suisse, Angleterre et Belgique, au cours de laquelle elle aborde le rôle d'Adrienne Lecouvreur, célèbre actrice et courtisane française du XVIIIe siècle, dans la pièce homonyme d'Eugène Scribe.

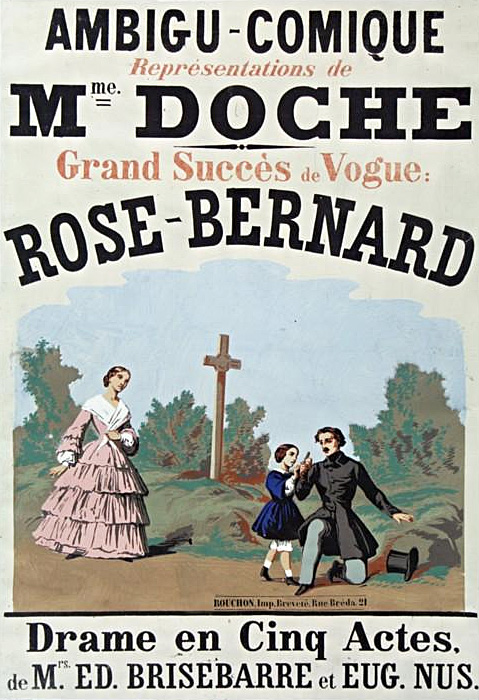
Affiche de Rose-Bernard à l'Ambigu-Comique (1857)

De retour à Paris, Alexandre Dumas fils lui offre le rôle de sa carrière : celui de Marguerite Gautier dans La Dame aux camélias, créée le 2 février 1852 au Vaudeville. Elle la jouera plus de 500 fois jusqu'en 1867.
Au cours des années suivantes, elle se produit entre autres dans Le Diable à Paris, La Pénélope normande (1860) et La Jeunesse de Mirabeau (1864), Les Brebis galeuses (1867), Les Rivales (1868) et Le Contrat (1869) au Vaudeville, Les Parasites (1864), La Contagion (1865), Le Petit Marquis (1873), Cendrillon et Tartuffe (1874) à l'Odéon avant de créer le rôle de la Comtesse dans Les Deux Orphelines, drame en 5 actes d'Adolphe d'Ennery et Eugène Cormon, au théâtre de la Porte-Saint-Martin le 20 janvier 1874.
Elle se retire peu à peu de la scène et meurt paisiblement dans son appartement de la rue Picot le 13 juillet 1900.
À la tête d'une fortune galamment acquise, elle commandita son frère, Francis de Plunkett, pour la reprise du théâtre du Palais-Royal en 1860. Sa sœur Adeline Plunkett épousa l'éditeur Paul Dalloz, directeur du Moniteur universel.
Parmi ses liaisons, on compte le journaliste Aurélien Scholl et la comédienne du Vaudeville Mélita.

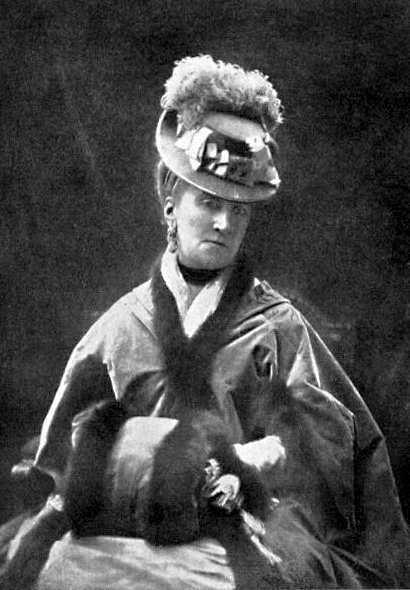
Portrait photographique d’Eugène Disdéri.

Elle est inhumée au Cimetière de Montmartre dans une chapelle de la 32e division, presque face au tombeau de La Dame aux Camélias.